# Samia bicolorata
Samia bicolorata är en fjärilsart som beskrevs av Mezger. 1928. Samia bicolorata ingår i släktet Samia och familjen påfågelsspinnare. Inga underarter finns listade.